# 雄叫び (曲)
「雄叫び」（おたけび）は、遊助の8枚目のシングル。2011年8月3日にソニー・ミュージックレコーズから発売された。
テーマは、「前に前に前に!」

## 概要
同年7月20日に発売された「全部好き。」と2か月連続のリリースとなる。
表題曲「雄叫び」は、同年7月30日公開の映画『劇場版 NARUTO -ナルト- ブラッド・プリズン』の主題歌になっており、遊助の楽曲で初めて映画のタイアップとなった。歌詞中には四字熟語がいくつか使われている。本作の初回仕様限定盤には、『NARUTO』絵柄ワイドキャップが封入されている。
カップリングの「音葉」は、最初は表題曲かアルバムに収録されることを前提に製作されたが、カップリングとして収録されることになった。また読み方は「おとば」と読む。
本作では、初回生産限定盤・通常盤ともに収録曲の違いはない。

## CDタイプ
- 初回生産限定盤…1785円
  - CD+DVD (10min) +劇場版「NARUTO-ナルト-ブラットプリズン」オリジナルシール付属
- 通常盤…1223円
  - CD ONLY

## 収録内容

### 通常盤（CDのみ）
1. 雄叫び [3:40]
作詞：遊助、作曲・編曲：木村有希、ストリングスアレンジ：CHOKKAKU
  - 東宝配給アニメ映画『劇場版 NARUTO -ナルト- ブラッド・プリズン』主題歌
  - テレビ東京系アニメ『NARUTO -ナルト- 疾風伝』第233話挿入歌
  - 同アニメのコンピレーション・アルバム『NARUTO GREATEST HITS!!!!!』（2012年7月18日発売）にも収録された。
2. 音葉 [4:43]
作詞：遊助、作曲：藤本和則・遊助、編曲：藤本和則
3. 雄叫び -instrumental-

### 初回生産限定盤（DVD付）
CD
1. 雄叫び
2. 音葉
3. 雄叫び -instrumental-

DVD
1. 雄叫び　Music Video
2. 「劇場版NARUTO-ナルト- ブラッド・プリズン」予告